# Carcharhinus sealei
A Carcharhinus sealei a porcos halak (Chondrichthyes) osztályának kékcápaalakúak (Carcharhiniformes) rendjébe, ezen belül a kékcápafélék (Carcharhinidae) családjába tartozó faj.

## Előfordulása
A Carcharhinus sealei előfordulási területe az Indiai-óceánban és a Csendes-óceán nyugati felén van. Kenya, Kína és Indonézia között számos helyen fellelhető. A Maláj-félsziget nyugati részén élő szirticápák meglehet, hogy nem ehhez a fajhoz tartóznak.

## Megjelenése
A nőstény általában 84,6 centiméter hosszú. A faj elérheti a 100 centiméteres hosszúságot is. 68-75 centiméteresen már felnőttnek számít. Kisméretű cápafaj közepes hosszúságú pofával és eléggé tompa orral. A szájában 47-55 fog ül. Az első hátúszó közepesen magas és sarló alakú. A második hátúszó körülbelül 31-37%-kal kisebb, mint az elülső; háromszög alakú és töve széles. Háti része világosbarna vagy szürke, hasi része fehéres. A második hátúszón a fekete folt majdnem az egész úszót takarja, egyes példányoknál a testre is lefolyik. A többi úszók ugyanolyan színűek, mint a test, vagy a széleik világosabbak. 146-163 csigolyája van.

## Életmódja
Trópusi cápa, amely a korallszirtek közelében él. Körülbelül 40 méter mélyre is leúszik. A kontinentális selfterületeken és a szigetek környékén tartózkodik, az árapálytérségben is vadászik. Tápláléka kis csontos halak, köztük csikóhalak (Hippocampus), garnélarákok és kalmárok.

## Szaporodása
Elevenszülő porcos hal; a peték kiürülő szikzacskója az emlősök méhlepényéhez hasonlóan a nőstény szöveteihez kapcsolódik. Belső megtermékenyítéssel szaporodik, párosodáskor a cápák egymáshoz simulnak. A vemhesség körülbelül 9 hónapig tart. Egy alomban 1-2 kis cápa lehet. A kis Carcharhinus sealei születésekor 33-45 centiméter hosszú.

## Felhasználása
Ezt a szirticápát ipari mértékben halásszák. A sporthorgászok is kedvelik; a tengerpartról is halászható. Emberi fogyasztásra alkalmas.